# Shelbourne FC
Shelbourne Football Club, irsky Cumann Peile Shíol Broin, je irský fotbalový klub z Dublinu, ze čtvrti Drumcondra. Název je odvozen od dublinské ulice Shelbourne road. Založen byl roku 1895. Třináctkrát vyhrál irskou ligu (1925–26, 1928–29, 1930–31, 1943–44, 1946–47, 1952–53, 1961–62, 1991–92, 1999–2000, 2001–02, 2003, 2004, 2006, 2024), třikrát IFA Cup (1906, 1911, 1920) a sedmkrát FAI Cup (1939, 1960, 1963, 1993, 1996, 1997, 2000). V roce 2007 byl klub kvůli dluhům vyřazen z první irské ligy.